# BMW R 1200 C-serie

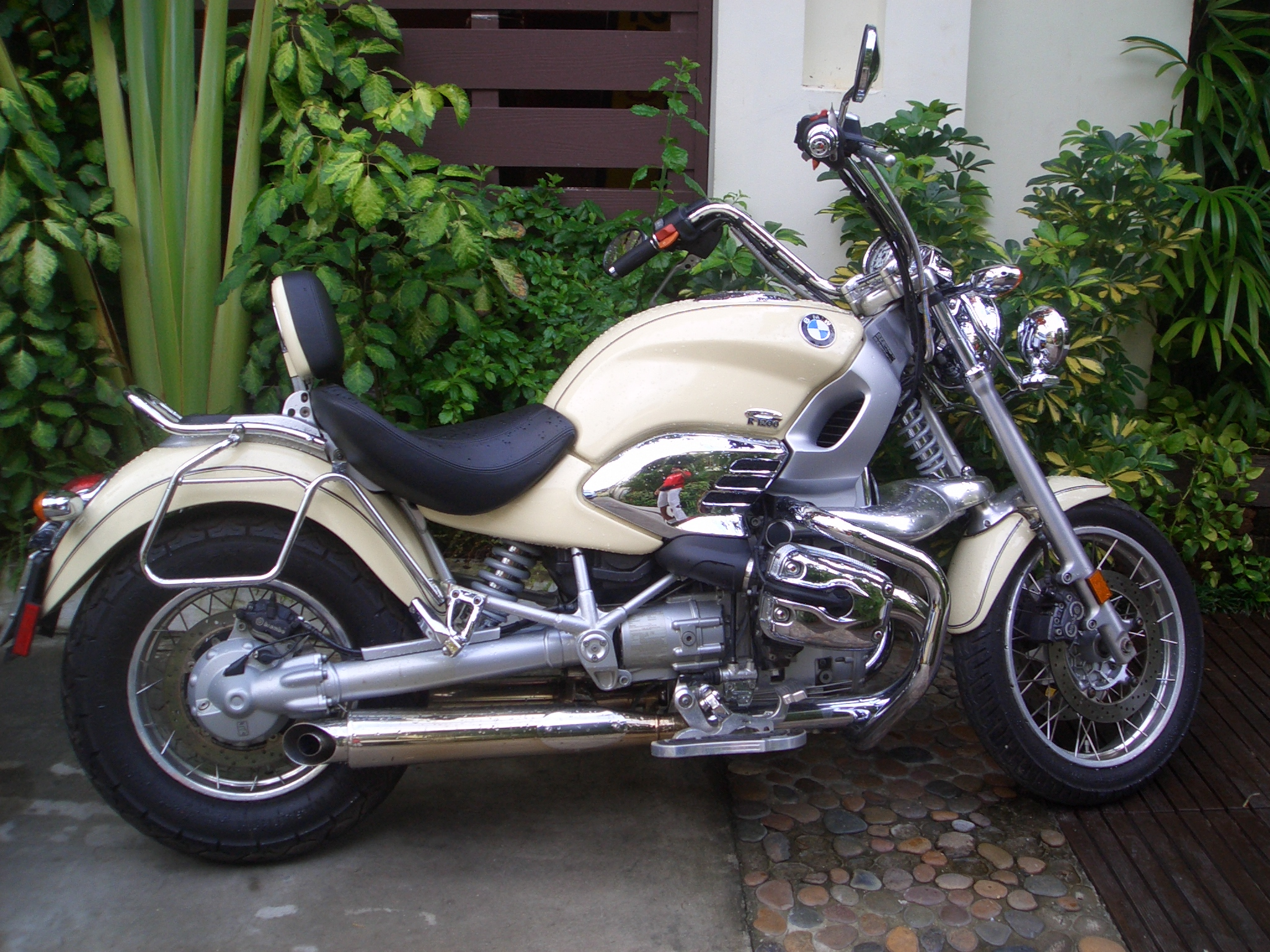
BMW R 1200 C

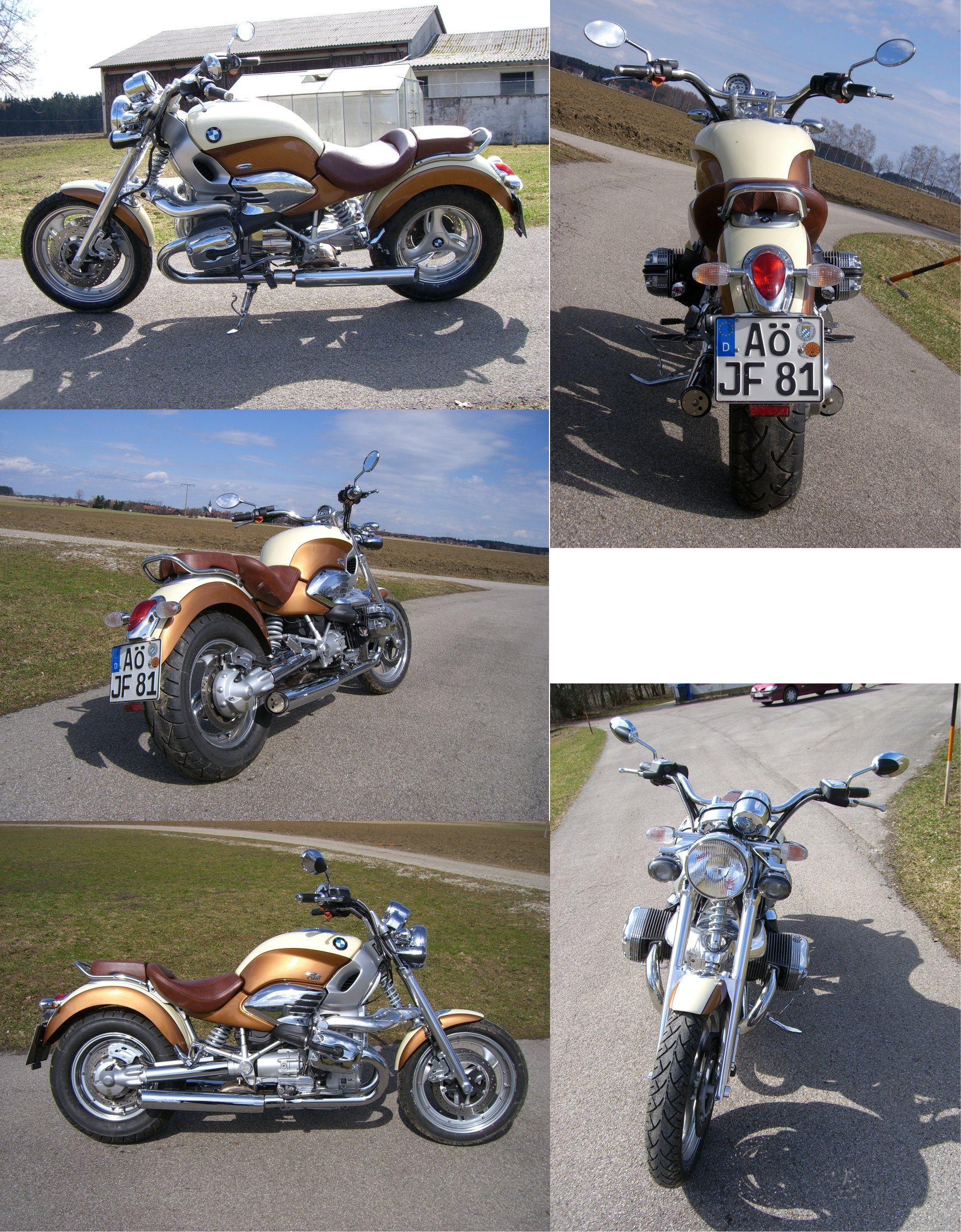
R 1200 C Independent met two-tone lak en speciale velgen

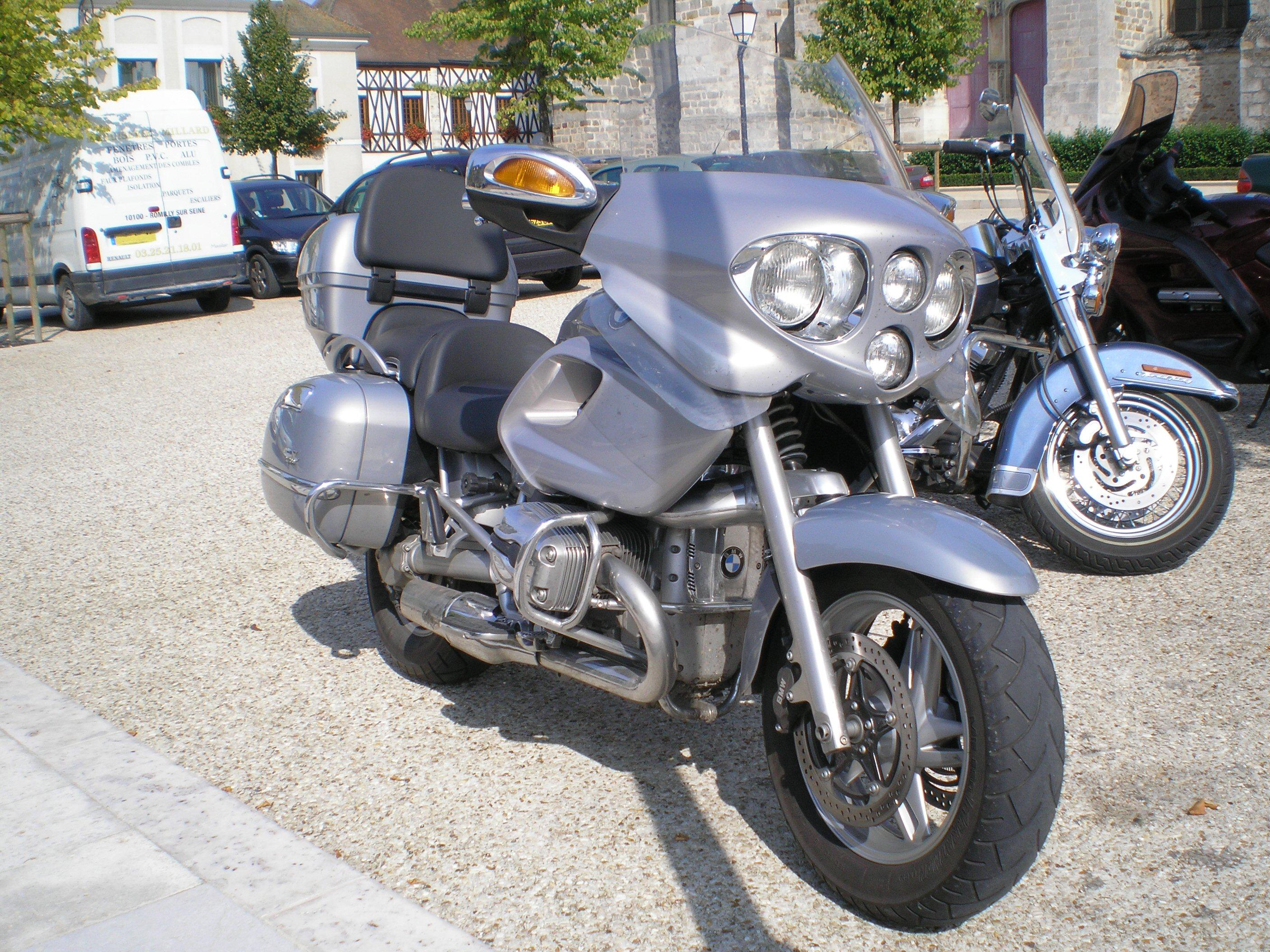
R 1200 CL

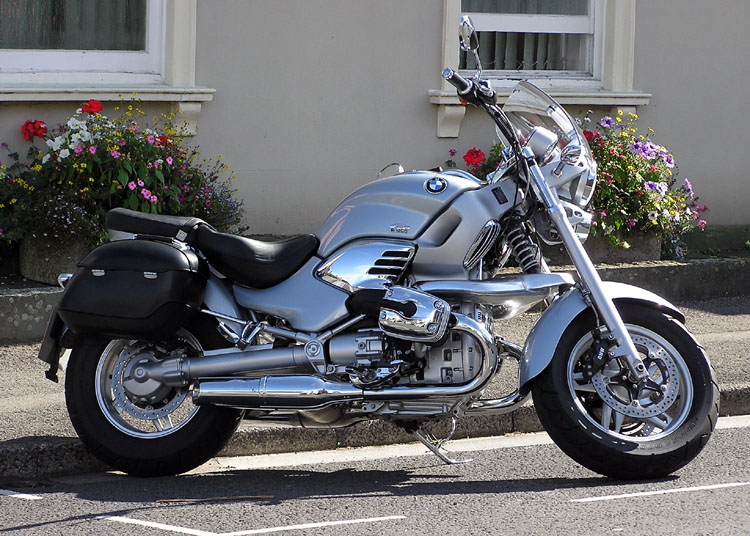
R 1200 C Montauk

De BMW R 1200 C-serie is een serie motorfietsen van het merk BMW. Hoewel deze cruisers een 1200cc-boxermotor hadden, vallen ze niet binnen de R 1200-serie. De cruisers werden immers al vanaf 1997 geproduceerd, toen de R 1150-serie nog niet eens in productie was gekomen. De R 1200-serie zou pas in 2004 ten tonele verschijnen.

## Voorgeschiedenis
BMW had in 1993 de R 1100-serie geïntroduceerd. Deze serie bestond uit een aantal toer- en sportmodellen, en uiteraard de R 1100 GS. Qua design hadden deze modellen al hoge ogen gegooid, maar in 1996 ging het gerucht dat op basis van de 1100cc-motor een custom of cruiser gebouwd zou gaan worden. In Spanje werd een prototype van de "R 1100 Custom" gesignaleerd.

## R 1200 C
De machine werd uiteindelijk geïntroduceerd in 1997, in het hol van de leeuw: Amerika. Hij speelde bovendien een prominente rol in de James Bond-film Tomorrow Never Dies. Het bleek echter geen 1100 te zijn, maar een 1200cc-versie. Die grotere cilinderinhoud werd niet bereikt door alleen de boring te vergroten, maar er was ook een andere krukas gebruikt, met een grotere slag. Zoals de hele R 1100-serie was ook dit een zeer eigenzinnig ontwerp, dat totaal niet leek op de "Harley-klonen" die de Japanse merken bouwden.

### Motor
De motor had zoals gezegd een grotere boring (101 in plaats van 99 mm) én een grotere slag (73 in plaats van 70,5 mm). Verder waren de technische specificaties gelijk: de tweecilinderboxermotor had luchtgekoelde cilinders, maar de cilinderkoppen kregen een zekere mate van oliekoeling, om te voorkomen dat de temperatuur rond de uit- en inlaatkanalen te hoog werd. In elk van de cilinderkoppen zaten vier kleppen en een korte, door een ketting aangedreven nokkenas. De aandrijving ging overigens via een tussenas die onder de krukas lag. Dit was nodig om de distributieverhouding (draaisnelheid krukas : nokkenas = 2 : 1) te realiseren. Dat vereist normaal gesproken een groot nokkenastandwiel, maar daar was binnen in de cilinderkoppen geen plaats voor. De nokkenassen zaten niet boven de kleppen, zodat toch nog korte stoters en tuimelaars nodig waren om de kleppen te bedienen. De brandstofinjectie en de ontsteking werden aangestuurd door een Bosch Motronic systeem. Het blok kon kort gebouwd worden door de dynamo, die vroeger aan de voorzijde van de krukas zat, boven op de motor te plaatsten, aangedreven door een riem. Opvallend was dat BMW niets had gedaan om het "kantelmoment" van de in de lengterichting draaiende krukas te neutraliseren. Bij de K-modellen had men een aantal componenten, zoals de hulpas, koppeling en dynamo, tegengesteld laten draaien. Het vermogen was flink teruggetuned: van de 90 pk van de R 1100 RS waren er nog maar 61 over. Het koppel bleef gelijk, maar werd, zoals het bij een custom past, bij een veel lager toerental (3.000 tpm) afgegeven. Dat was 2500 toeren lager dan de R 1100 RS. Het terugtunen was gebeurd door de toepassing van andere nokkenassen, kleinere kleppen en veel kleinere aanzuigbuizen voor de lucht. De choke, feitelijk een hendeltje om bij de koude start het motortoerental te verhogen, was vervallen. Het Motronic-systeem regelde de koude start voortaan zelf. Het uitlaatsysteem had twee korte einddempers, maar wel een heel grote demperpot onder de versnellingsbak, waarin ook de katalysator een plaats vond. Men had overigens veel aandacht besteed aan het uitlaatgeluid, iets waar klanten voor cruisers veel prijs op stellen.

### Rijwielgedeelte
Van een frame was eigenlijk geen sprake. Door het toepassen van het teleleversysteem hoefde er geen versterkt balhoofd te zijn, dordat de optredende krachten (spoorkrachten, remkracht en reactiekrachten bij het inveren) werden opgevangen door de triangel die in het motorblok scharnierde. Ook de onderste kroonplaat was vervallen. De draagarm (triangel) van de telelevervork zag er veel robuuster uit dan bij de 1100-serie, en was gepolijst. BMW kon dankzij het sterke motorblok het Compact Drive System, dat op de K 100-serie was geïntroduceerd, nog verder doorvoeren. Er liepen enkele steunen van het motorblok naar het bovenste bevestigingspunt van het telelever, een centrale schokdemper veerde van daar uit de triangel af. Verder zat boven op het motorblok een subframe dat naar achter liep en daar het achterframe ging vormen, voor het bevestigen en dragen van het zitgedeelte, de uitlaat en de centrale schokdemper van het achterveersysteem. Al met al slechts enkele kilo's buis, het werk werd gedaan door motor en versnellingsbak. De machine stond op de BMW kruisspaakwielen, waarvan het achterste zoals inmiddels bij BMW normaal was enkelzijdig opgehangen was. Dankzij de kruisspaken konden gewoon tubelessbanden gemonteerd worden. Het remsysteem was van Brembo en bestond uit twee schijfremmen vóór en één achter. De achtervork was dermate lang, dat cardanreacties vrijwel niet optraden en daarom bleef het paralever systeem achterwege. De achtervork scharnierde niet in de versnellingsbak, maar in het frame, dat speciaal daarvoor enkele aftakkingen naar beneden had. De wielbasis was met 1650 mm twintig centimeter langer dan de R 1100 RS, maar dankzij een steile balhoofdhoek en kleine naloop stuurde de R 1200 C beter dan de gemiddelde cruiser.

### Uitrusting
De machine was, zoals het een cruiser betaamt, uitgebreid voorzien van chroom. De telelever ophanging maakte prominent deel uit van het uiterlijk van de motorfiets, en was daarom op het oog forser uitgevoerd en gepolijst. De oliekoelers, die bij de "kale" R 1100 R en R 850 R gewoon boven de cilinders hingen, waren netjes weggewerkt in het voorste deel van de tank. Het luchtinlaatgedeelte was weggewerkt achter verchroomde kappen. Er was een hoog stuur gemonteerd, met leren handvatten en verstelbare rem- en koppelingshendels. De duozit diende nog twee andere doelen: hij kon worden opgeklapt, waarbij hij als rugsteun voor de berijder diende, en daarmee werd ook meteen een geïntegreerd bagagerek bereikbaar. Er was een waarschuwinglichtinstallatie aan boord, evenals een geregelde driewegkatalysator. Bijna al het plastic was vervangen door plaatstaal.

## R 1200 C Troika Studiemodel
Tijdens de I.A.A. (Internationale Automobil Ausstellung) in Frankfurt in 1997 stelde BMW een zijspancombinatie op basis van de R 1200 C ten toon. Het speciaal ontworpen zijspan was net als de motorfiets van een heel bijzonder ontwerp. Voorop waren de BMW "nieren" prominent aanwezig. De torpedo-achtige neus was bekleed met hout en de hydraulisch verstelbare stoel was afgewerkt met hetzelfde leer waarmee ook het motorzadel was overtrokken. Dit leer kwam ook terug in de binnenrand van het zijspan. Er was een motorwiel als zijspanwiel gebruikt. Dat zag er erg fors uit en had ook de BMW kruisspaken. De liggende schokdemper van het zijspan lag vóór het zijspanwiel en was afgedekt met een houten opstapje voor de passagier.

## R 1200 C Avantgarde
In 1999 presenteerde BMW een licht gewijzigde versie van de R 1200 C. Tegelijkertijd kwam de machine als 850cc-versie beschikbaar als R 850 C en R 850 C Avantgarde. De 1200 Avantgarde had nieuwe kleurstellingen en een zwart motorblok, maar was ook technisch herzien. Er zat een ander stuur op, een nieuwe, hydraulisch verstelbare achterschokdemper en automatisch uitschakelende richtingaanwijzers. Door andere nokkenasen toe te passen werd de vermogensafgifte verfijnd. Ook de elektronische ontsteking en de brandstofinjectie werden aangepast.

## R 1200 C Independent
De Independent versie werd in 2000 op de markt gebracht. Technisch was de motor nauwelijks anders dan de Avantgarde. De Independent werd geleverd met two-tone lak, extra lampen, nieuwe, speciaal ontworpen driespaaks gietwielen, een solozitje en een ruitje.

## R 1200 CL
De R 1200 CL werd in november 2002 leverbaar. Deze machine was duidelijk bedoeld als concurrent voor de zware Harley-Davidson toermachines, en vertoonde er grote gelijkenis mee. Hij was voorzien van een grote, op het stuur gemonteerde toerkuip, een kofferset, luxe zadel, ook voor de duopassagier en het nieuwe antiblokkeersysteem ABS III, oftewel Integral-ABS. Daarbij maakte het niet uit welke rem de berijder bediende, het systeem beremde automatisch beide wielen en berekende zelfs welk wiel de optimale wieldruk had. De CL had de nieuwe gietwielen die ook op de Independent waren toegepast, maar de banden waren breder.

## R 1200 C Classic
In feite was de "Classic" geen nieuw model, maar nadat de Avantgarde en de Independent versies op de markt waren gekomen, kreeg de "originele" R 1200 C vanaf 2003 deze benaming.

## R 1200 C Montauk
De R 1200 C Montauk uit 2003 was een aanmerkelijke verbetering ten opzichte van de eerdere modellen. Hij kreeg de brede banden van de CL, waardoor de verhouding tussen de voor- en achterband beter uitgebalanceerd was, wat de rijeigenschappen ten goede kwam. Daarnaast werd het motormanagementsysteem aangepast en kreeg de machine dubbele bougies. De motor reageerde beter op het gas dan zijn voorgangers. Dankzij nieuwe veerelementen werd de wegligging en de vering beter. De achterschokbreker kon worden afgesteld met een draaiknop, zoals die inmiddels ook op de R 1100- en de R 1150-serie werd gebruikt. De Montauk was uitgerust met een solo-zadel, het duozadel was een optie.

## R 1200 C Montauk Limited Edition
In september 2004 werden 300 exemplaren van deze machine uitgeleverd. Ze hadden een speciale kleurstelling, witte richtingaanwijzers en mistlampen.

## Technische gegevens
|                           | R 1200 C | R 1200 C Avantgarde | R 1200 C Independent | R 1200 CL | R 1200 C Classic | R 1200 C Montauk | R 1200 C Montauk Limited Edition                                                                                            |
| ------------------------- | --- | --- | --- | --- | --- | --- | --- |
| Periode                   | 1997-2002 | 1999-2003 | 2000-2005 | 2002-2005 | 2003-2005 | 2003-2005 | 2004 |
| Productieaantallen        | alle modellen samen: 1997: 8.161, 1998: 7.618, 1999: 6.407, 2000: 4.558, 2001: 4.882, 2002: 4.163, 2003: 6.556, 2004: 3.394 | alle modellen samen: 1997: 8.161, 1998: 7.618, 1999: 6.407, 2000: 4.558, 2001: 4.882, 2002: 4.163, 2003: 6.556, 2004: 3.394 | alle modellen samen: 1997: 8.161, 1998: 7.618, 1999: 6.407, 2000: 4.558, 2001: 4.882, 2002: 4.163, 2003: 6.556, 2004: 3.394 | alle modellen samen: 1997: 8.161, 1998: 7.618, 1999: 6.407, 2000: 4.558, 2001: 4.882, 2002: 4.163, 2003: 6.556, 2004: 3.394 | alle modellen samen: 1997: 8.161, 1998: 7.618, 1999: 6.407, 2000: 4.558, 2001: 4.882, 2002: 4.163, 2003: 6.556, 2004: 3.394 | alle modellen samen: 1997: 8.161, 1998: 7.618, 1999: 6.407, 2000: 4.558, 2001: 4.882, 2002: 4.163, 2003: 6.556, 2004: 3.394 | alle modellen samen: 1997: 8.161, 1998: 7.618, 1999: 6.407, 2000: 4.558, 2001: 4.882, 2002: 4.163, 2003: 6.556, 2004: 3.394 |
| Categorie                 | cruiser | cruiser | cruiser | cruiser | cruiser | cruiser | cruiser |
| Motortype                 | kopklepmotor | kopklepmotor | kopklepmotor | kopklepmotor | kopklepmotor | kopklepmotor | kopklepmotor |
| Bouwwijze                 | langsgeplaatste tweecilinderboxermotor                                                                                      | langsgeplaatste tweecilinderboxermotor                                                                                      | langsgeplaatste tweecilinderboxermotor                                                                                      | langsgeplaatste tweecilinderboxermotor                                                                                      | langsgeplaatste tweecilinderboxermotor                                                                                      | langsgeplaatste tweecilinderboxermotor                                                                                      | langsgeplaatste tweecilinderboxermotor                                                                                      |
| Boring                    | 101mm | 101mm | 101mm | 101mm | 101mm | 101mm | 101mm |
| Slag                      | 73 mm | 73 mm | 73 mm | 73 mm | 73 mm | 73 mm | 73 mm |
| Cilinderinhoud            | 1170 cc | 1170 cc | 1170 cc | 1170 cc | 1170 cc | 1170 cc | 1170 cc |
| Max. vermogen (opgegeven) | 45kW / 61 pk | 45kW / 61 pk | 45kW / 61 pk | 45kW / 61 pk | 45kW / 61 pk | 45kW / 61 pk | 45kW / 61 pk |
| Max. koppel (opgegeven)   | 98 Nm | 98 Nm | 98 Nm | 98 Nm | 98 Nm | 98 Nm | 98 Nm |
| Topsnelheid               | 168 km/h | 168 km/h | 168 km/h | 165 km/h | 168 km/h | 168 km/h | 168 km/h |
| Aandrijving               | cardanaandrijving | cardanaandrijving | cardanaandrijving | cardanaandrijving | cardanaandrijving | cardanaandrijving | cardanaandrijving |
| Rijwielgedeelte           | Driedelig rudimentair buisframe met motorblok als dragend gedeelte                                                          | Driedelig rudimentair buisframe met motorblok als dragend gedeelte                                                          | Driedelig rudimentair buisframe met motorblok als dragend gedeelte                                                          | Driedelig rudimentair buisframe met motorblok als dragend gedeelte                                                          | Driedelig rudimentair buisframe met motorblok als dragend gedeelte                                                          | Driedelig rudimentair buisframe met motorblok als dragend gedeelte                                                          | Driedelig rudimentair buisframe met motorblok als dragend gedeelte                                                          |
| Droog gewicht             | 236 kg | 236 kg | 236 kg | 288 kg | 236 kg | 239 kg | 239 kg |
| Leeg gewicht              | 256 kg | 256 kg | 256 kg | 308 kg | 256 kg | 265 kg | 265 kg |
| Max. totaalgewicht        | 450 kg | 450 kg | 450 kg | 450 kg | 450 kg | 450 kg | 450 kg |
| Tankinhoud                | 17 liter | 17 liter | 17 liter | 17,5 liter | 17 liter | 17,5 liter | 17,5 liter |